# Metanolo
Il metanolo, noto anche come alcol metilico, carbinòlo o anticamente come spirito di legno,, è un alcol la cui formula chimica è CH3OH o anche MeOH, dove Me è il simbolo del metile (CH3−).
Il metanolo è il più semplice degli alcoli e, non avendo nessun atomo di carbonio unito al carbonio ossidrilico, non rientra nella classificazione degli alcoli come primari, secondari o terziari. Come tale, è l'unico alcool che può essere facilmente ossidato fino ad anidride carbonica, mentre i primari arrivano ad acidi carbossilici, i secondari a chetoni e per i terziari occorrerebbero condizioni più drastiche che permettano di scindere un legame C−C.
A temperatura ambiente, si presenta come un liquido mobile, incolore e dall'odore alcolico caratteristico, dolce e acuto. È molto volatile ed estremamente infiammabile. Brucia all'aria con una fiamma pressoché invisibile.
È un importante solvente ed è completamente solubile, oltre che in acqua, in molti altri solventi organici, quali l'alcol etilico, l'acetone, l'acetonitrile, l'acido acetico, il diclorometano, il cloroformio, il benzene e l'etere etilico.
Il vecchio nome del metanolo era "carbinolo", e il metanolo stesso venne preso come capostipite di una nomenclatura degli alcoli, facendoli derivare da esso per sostituzione di 1, 2, o 3 idrogeni del metile con gruppi alchilici; l'etanolo, ad esempio, era detto metilcarbinolo, il 2-butanolo etilmetilcarbinolo e l'alcool benzilico il fenilcarbinolo.

## Proprietà e struttura molecolare
Il metanolo è un composto molto stabile termodinamicamente: la sua entalpia di formazione standard è ΔHƒ° = −205 ± 10 kJ/mol in fase gassosa e ΔHƒ° = −238,4 kJ/mol in fase liquida.
L'atomo di carbonio, ibridato sp3, è al centro di un tetraedro irregolare, i cui vertici sono occupati dall'atomo di ossigeno e dai tre atomi di idrogeno direttamente legati ad esso.
La molecola è piuttosto polare e protica, per via della presenza di un H legato all'ossigeno, e il suo momento dipolare risulta pari a 1,672 D (1,86 D per H2O e 1,858 D per il fluoruro di metile CH3F, molecola localmente isoelettronica).
La costante dielettrica del liquido è notevole per un solvente organico e ammonta a εr = 33,30 ± 0,02; al confronto si ha: 79,99 ± 0,04 per l'acqua e 25,02 ± 0,02 per l'etanolo. In fase liquida le molecole di metanolo formano con le vicine legami idrogeno, sebbene meno numerosi che nel caso dell'acqua liquida, per la presenza del metile al posto di un H, metile che non può fare legami idrogeno. I legami idrogeno vanno persi nell'evaporazione e infatti il calore di evaporazione del metanolo ( ΔHvap = 37,43 kJ/mol) risulta inferiore a quello dell'acqua (ΔHvap = 40,66 kJ/mol).

### Parametri strutturali
La molecola ha un solo piano di simmetria e la sua classe di simmetria appartiene quindi al gruppo puntuale Cs. Da indagini spettroscopiche rotazionali  nella regione delle microonde è stato possibile ricavare, tra l'altro, distanze (r) ed angoli (∠) di legame:
r(C–H) = 109,6 pm; r(C–O) = 142,7 pm; r(O–H) = 95,6 pm;
∠(HCH) = 109,3°; ∠(HCO) = 108,87°; ∠(HCOH) = 180° (diedro).
I legami C–H, il legame C–O e il legame O−H hanno lunghezze molto simili ai loro valori normali, 109 pm, 143 pm e 96 pm, rispettivamente. Anche gli angoli, molto vicini al valore dell'angolo tetraedrico di 109,5°, si accordano con l'ibridazione di tipo sp3 dell'atomo di carbonio centrale.

## Produzione
Il gas di sintesi è prodotto a partire dal metano contenuto nel gas naturale. A moderate pressioni di 10-20 bar e temperature elevate (circa 850 °C), il metano reagisce con il vapore d'acqua con un catalizzatore di nichel producendo syngas in base alla formula:
{\displaystyle {\ce {CH4 + H2O -> CO + 3 H2}}}
Questa reazione endotermica (ΔH°= 49,3 kcal/mol; 206 kJ/mol), è comunemente chiamata steam methane reforming (SMR). Il metano può anche parzialmente ossidarsi con ossigeno molecolare per la produzione di syngas, come mostra la seguente equazione:
{\displaystyle {\ce {2 CH4 + O2 -> 2 CO + 4 H2}}}
Questa reazione è esotermica (ΔH°= -17 kcal/mol; -71,1 kJ/mol) e il calore generato può essere utilizzato in situ per la reazione SMR. Quando le due reazioni sono combinate, il processo è denominato reforming autotermico. Il rapporto tra CO e H2 può essere regolato in una certa misura con la reazione di water gas shift:
{\displaystyle {\ce {CO + H2O -> CO2 + H2}}}
e fornire la giusta stechiometria per la reazione di sintesi del metanolo. Il monossido di carbonio e l'idrogeno, quindi reagiscono in un secondo reattore catalitico, producendo il metanolo. Oggi il catalizzatore più largamente utilizzato è una miscela di rame, ossido di zinco e allumina, impiegata per la prima volta nel 1966 dalle Imperial Chemical Industries. A pressioni di 50-101 bar e temperature di 250 °C, la reazione catalitica produce metanolo con elevata selettività:
{\displaystyle {\ce {CO + 2 H2 -> CH3OH}}}
Il modello microcinetico della reazione catalitica è:
- Adsorbimento
  - H2 + 2σ → 2 Hσ
  - CO + σ → COσ
  - CO2 + σ → CO2σ
- Reazione superficiale
  - CO2σ + Hσ → HCOOσ + σ
  - HCOOσ + Hσ → H2COOσ + σ
  - H2COOσ + Hσ → CH3Oσ + Oσ
  - CH3Oσ + Hσ → CH3OHσ + σ
- Desorbimento
  - CH3OHσ → CH3OH + σ
- Rigenerazione del catalizzatore
  - COσ + Oσ → CO2 + 2σ
  - 2 Hσ + Oσ → H2O + 3σ

Dove σ rappresenta un sito della superficie del catalizzatore.
La produzione di gas di sintesi da metano produce 3 moli di idrogeno per ogni mole di monossido di carbonio, mentre la sintesi di metanolo consuma solo 2 moli di idrogeno per ogni mole di monossido di carbonio. Un modo di utilizzare l'eccesso di idrogeno è quello di iniettare anidride carbonica all'interno del reattore di sintesi del metanolo, dove, avviene anche la seguente reazione:
{\displaystyle {\ce {CO2 + 3 H2 -> H2O + CH3OH}}}
Anche se il gas naturale è la materia prima più economica e largamente usata per la produzione di metanolo, altre materie prime possono essere usate. Il carbone è sempre più utilizzato come materia prima per la produzione di metanolo, in particolare in Cina. Inoltre, anche la maturità delle tecnologie disponibili legate alle biomasse rendono possibili la produzione di metanolo.

## Usi
Trova largo utilizzo come:
- solvente (ad esempio per la diluizione di vernici e nella lucidatura dei mobili);
- reagente in processi chimici industriali;
- combustibile per motori (ad es. viene usato nei motori automobilistici per le gare di formula IndyCar e nelle gare dei dragster); nei micromotori per il modellismo dinamico (aeromodellismo, RC auto e navale), miscelato con olio vegetale di ricino (in percentuali 5%-20%), oppure olii a base sintetica (in percentuale 2%-10%), eventualmente anche con una piccola percentuale di nitrometano (in percentuale 1%-25% al max.);
- come componente principale (60%) del Methacarn (un liquido fissativo alcolico);
- in Islanda viene anche utilizzato come mezzo di stoccaggio per l'energia elettrica geotermica,[19] sintetizzandolo a partire da idrogeno ottenuto per idrolisi e da anidride carbonica;
- come additivo illegale, per sofisticare il vino, poiché altamente tossico (porta ad avvelenamento, cecità e/o morte anche in piccole quantità);
- viene impiegato per la produzione di energia elettrica attraverso le fuel-cell.[20]

## Precauzioni
Il metanolo è tossico e induce depressione del sistema nervoso centrale mentre i suoi metaboliti (formaldeide e acido formico) sono responsabili di danni al nervo ottico e alla retina.
La dose letale per un essere umano varia da 0,3 ad 1 g per kg di peso corporeo.

## Storia e vicende
In Indonesia, il metanolo di contrabbando è conosciuto come Arak, più economico e meno regolato dell'alcool legale. Può essere distillato dalla palma e dalla noce di cocco, nonché dalla canna da zucchero. Ha una gradazione alcolica che va dal 30 al 50% e una colorazione chiara. Si stima che ogni anno tra i 10 e i 20 indonesiani muoiano di avvelenamento da metanolo.

### Scandalo del vino al metanolo
In Italia, nel 1986, grande scandalo provenne dall'avvelenamento di decine di persone (alcune delle quali persero la vita o rimasero invalide) per via dell’addizionamento del vino col metanolo, attuato da alcune aziende agricole e di distribuzione del Piemonte.